# Сильвестр (Гаєвський)
Степа́н Юхи́мович Гає́вський (чернече ім'я — Сильве́стр; 23 листопада 1876 (за іншими даними — 9 січня), Михиринці Волинська губернія — 9 вересня 1975, Мельбурн, Австралія) — архієрей УАПЦ;  також український літературознавець, педагог. Дійсний член НТШ, Української вільної академії наук. Псевдоніми та криптоніми — С. Гай, С. Смілянець, С. Юхимич, Л. Гайка, С. Г-кий, С. Г-ій, С. Ю., Ст. Г-кий.

## Біографічні дані

У першому ряду крайній справа — єпископ Сильвестр Гаєвський. Кінець 1940-х

Закінчив двокласну духовну школу в Почаївській лаврі та церковно-учительську семінарію в Житомирі.
Від вересня 1896 до вересня 1898 року працював учителем сільської початкової школи (Печихвости Володимир-Волинського повіту Волинської губернії, нині Горохівського району Волинської області).
Від 10 лютого до 15 вересня 1903 року — наглядач при Київській двокласній лісничій школі.
Від 20 червня 1903 до 15 вересня 1909 року — вчитель співів у тій же школі.
У 1903–1913 роках — студент історико-філологічного факультету Київського університету. Учень Володимира Перетца.
Після закінчення університету, від 1 серпня 1913 року — штатний викладач російської мови та літератури та філософської пропедевтики Смілянської чоловічої гімназії (місто Сміла, нині Черкаської області).
Від 3 листопада 1918 року — професорський стипендіат у Київському університеті при кафедрі української літератури.
У січні 1919 року відряджено до Кам'янця-Подільського обслідувати рукописний матеріал церковно-археологічного музею. Був секретарем Державної канцелярії Директорії.
1 липня 1920 року обрано на посаду виконувача обов'язків приват-доцента (з правом читати обов'язкові дисципліни) кафедри російської літератури та мови Кам'янець-Подільського державного українського університету.
28 грудня 1922 року вибув із Кам'янця-Подільського до Харкова.
Був викладачем вищих шкіл у Києві і педагогічних інститутів, співробітником Української академії наук.
Засновник і перший секретар Київського будинку вчених (1927–1928).
1929–1931 — професор вузів міст Полтава та Кривий Ріг.
У 1922 і 1933–1934 роках — в'язень радянських тюрем. 1933 року Гаєвського заарештували в справі УВО та вислали до Середньої Азії.
У 1939–1941 роках викладав у місті Кременчук.
Після розлучення із дружиною, 12 травня 1942 року висвячений на диякона, 13 травня — на священника, 14 травня — пострижений у ченці, 15 травня — зведений у сан архімандрита, а 16 травня 1942 року хіротонізований на єпископа Лубенського УАПЦ у храмі Святого Андрія у Києві архієпископом Никанором (Абрамовичем) та єпископами Ігорем (Губою) і Михаїлом (Хорошим). 1943 року виїхав до Німеччини.

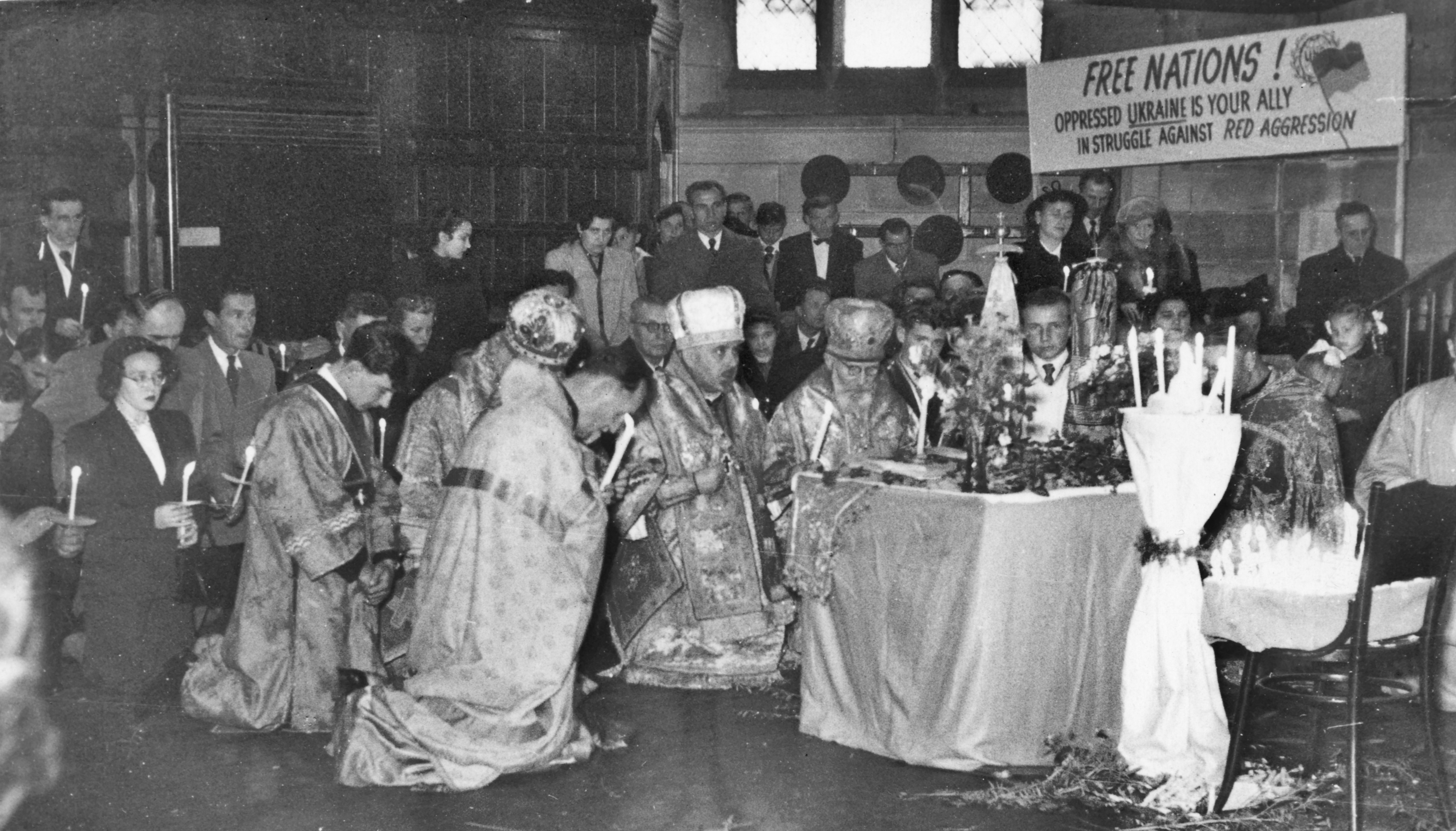
Служба присвячена замученим Голодомором у Храмі св. Андрія в Сіднеї. Видно з ліва: o. A. Теодорович, Архієпископ Іван (Данилюк), Архієпископ Сильвестр.

1949 року прибув до Австралії, був єпископом у Сіднеї, від 1953 до 1975 року — архієпископ Мельбурнський та Австралійсько-Новозеландський УАПЦ.
1962 року вийшов на пенсію. 1965 року приєднався до УАПЦ в юрисдикції канадської митрополії.
Досліджував давньоукраїнські літописи, різні редакції повісті «Александрія», висвітлював церковне життя.
Донька Лідія Степанівна Гаєвська-Денес (1909—1989) була чільною діячкою українського жіночого руху.

## Головні праці
- Гаєвський С. Київські списки повісті «Александрія» — Київ, 1912
- Гаєвський С. Теорія поезії: Підручник для педперсоналу, старших груп трудової школи Соцвиху. — 2-е вид., перероб. й доп. Держвидав України. Книгоспілка — Б.м., 1924
- Гаєвський С. «Літературна діяльність Ольги Кобилянської» (Літературно-критичний огляд) // Україна, число 1, 1928
- Гаєвський С. «Александрія» в давній українській літературі (Пам'ятки мови та письменства давньої України. Т. III. Давня українська повість. Ч. 1). — Київ, 1929
- Сильвестр, єп. Церковний устрій в Україні. Накладом Автора — Новий Ульм, 1946
- Сильвестр, єп. Заповіть митрополита Петра Могили (1647). Видавництво «Криниця» — Корнберг, 1947
- Гай С. Ладут (Червона Міль). На Чужині — 1948
- Гаєвський С. На послугах у сусідів (З пам'яток XV століття). Накладом В-ва «Орлик», 1948
- Гаєвський С. Франків «Мойсей» (Розвідка і текст поеми). Видавництво «Криниця» — Корнберг, 1948
- Гаєвський С. УАПЦ і партії для Батьківщини: Парафія св. Афанасія Лубенського в Сіднею. — Сідней, 1953
- Гаєвський С. Ів. Як. Франко. — Мельбурн, 1956
- Сильвестр, арх. (проф. С. Гаєвський). Берестейська Унія 1596 року. Видавнича Спілка «Еклезія» — Вінніпег, 1963
- Давня українська повість. Ч. 1 : "Александрія" в давній українській літературі : (вступ і текст) / Степан Гаєвський ; Ком. давнього письменства Всеукр. акад. наук ; за ред. О. Назаревського. — Київ : б. в., 1929. — XIII, 233 5 с. — (Пам’ятки мови та письменства давньої України / за ред. В. Перетца ; т. 3).